# Всемирный курултай башкир
Всемирный курултай башкир (баш. Бөтә донъя башҡорттары ҡоролтайы) — международный союз общественных организаций, призванный решать задачи объединения, этнокультурного развития и обновления башкир. Штаб-квартира расположена в Башкортостане в городе Уфа.

## История
Традиция башкир собирать курултай или йыйын для самоуправления, обсуждения наиболее важных вопросов и решения насущных проблем уходит своими корнями в глубокое прошлое. Документально известно, что йыйыны проводились ещё в 1556—1557 гг., когда решались вопросы о принятии русского подданства башкирами. После заключения соглашения об условиях подданства России, его результаты были одобрены на йыйынах родов.
На курултаях и йыйынах башкиры выбирали или смещали ханов, которых воспринимали как военноначальников.
После череды башкирских восстаний, решения о которых принимались на общих йыйынах представителей родов, царское правительство в целях прекращения волнений в Башкортостане запретило созывать йыйыны. Так как национальный курултай башкир или же йыйын был запрещён, был полностью положен конец самостоятельности и независимости башкирского народа.
В 1917 году в Уфе и Оренбурге прошли Всебашкирские курултаи, определяющие стратегию национального развития башкирского народа (см. Башкирское национальное движение). Результатами последнего всебашкирского курултая, названного учредительным, было утверждение создания автономии Башкурдистана. Делегатами съездов были башкиры из Оренбургской, Пермской, Самарской и Уфимской губерний.

### I Всемирный курултай башкир
I Всемирный курултай башкир состоялся 1—2 июня 1995 года в г. Уфе. Принимало участия около 800 делегатов из Башкортостана, 28 субъектов РФ и 19 стран мира. Работало 10 секций. Обсуждались проблемы по укреплению государственности Башкортостана и его конституции; по социально-экономическому, политическому и национально-культурному развитию Башкортостана и башкирского народа; по установлению и развитию связей с башкирами, проживающими за пределами республики и др. Были приняты обращения к башкирской нации, народам РБ, государствам мира, Государственному Собранию — Курултаю РБ, ООН.

### II Всемирный курултай башкир
II Всемирный курултай башкир состоялся с 14 по 15 июня 2002 года в г. Уфе. Участвовало около 800 делегатов из РБ, 33 субъектов РФ и 19 стран. Работало 12 секций. В итоговой резолюции отмечалось о принципах развития федеральных отношений на основе конституционно-договорных отношениях, об укреплении межнациональных и межконфессиональных отношений, об усовершенствовании законов РБ и РФ и др. Приняты обращения к башкирскому народу, народам Башкортостана, Президенту РФ.

### III Всемирный курултай башкир
III Всемирный курултай башкир состоялся в 10—11 июня 2010 года в г. Уфе. Участвовало около 850 делегатов из РБ, 35 субъектов РФ и 18 стран. Работало 12 секций, в том числе впервые работал Молодёжный курултай, на котором участвовало около 1 000 делегатов. Обсуждались вопросы федерализма в России, о перспективах дальнейшего развития государственности Башкортостана, изучались задачи поиска решения проблем по башкирскому национальному образованию, по охране и развитии башкирского языка, по демографии, по социально-экономическому положению населения республики и др. Были приняты послания к башкирской нации и другим народам республики, президенту РФ.

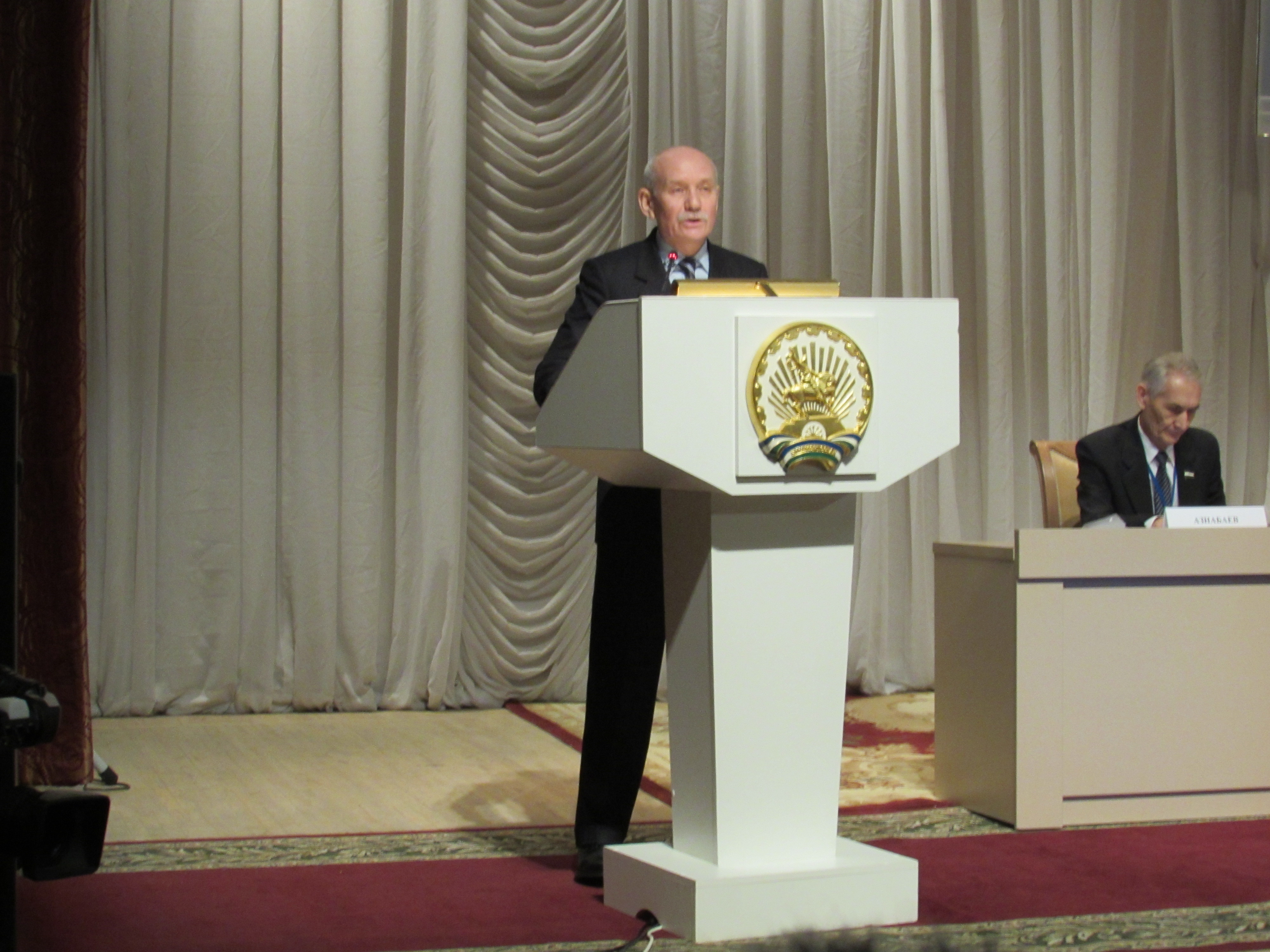
Рустэм Хамитов участвует в работе Курултая 2015 г.

### IV Всемирный курултай башкир
Прошёл 21 ноября 2015 года в Уфе. С приветственным словом к участникам обратился Глава Республики Башкортостан Рустэм Хамитов.

### V Всемирный курултай башкир
V Всемирный курултай башкир прошёл 27—29 июня 2019 года. В первый день, который прошёл в Конгресс-холле в Уфе, была утверждена «Стратегия развития башкирского народа». Работали восемь секций: Стратегия сохранения и развития башкирского языка; Концепция национального образования; Кодекс современного башкира; Фонд поддержки башкирских социальных проектов; Программа расширения башкирского медиа-пространства; Программа расширения башкирского культурного пространства; Программа развития предпринимательства и кооперации; Программа поддержки башкир, проживающих за пределами Республики Башкортостан.
Второй день съезда прошёл в Ишимбайском районе. Участники Курултая также приняли участие в мероприятии «Большой Уральский сабантуй». В его рамках которого прошло итоговое заседание Курултая.
Итогом съезда стал утверждённый документ «Стратегии развития башкирского народа», которая формирует видение будущего башкирского народа к 2050 году.

### VI Всемирный курултай башкир
VI Всемирный курултай башкир прошёл с 12 по 14 декабря 2024 года. В его проведении лично участвовал глава Башкортостана Радий Хабиров. Итогом шестого курултая стало единогласное принятие резолюции, в которой говорилось о намерении поддерживать военнослужащих российской армии, участвующих в агрессии России против Украины; заявление о том, что Башкортостан должен оставаться частью России; объединение вокруг президента России Владимира Путина и главы Башкортостана Радия Хабирова и полная поддержка их политики; осуждение движения за независимость Башкортостана. Делегаты курултая также предложили создать "народно-исследовательский проект" «Башкортостан на защите Отечества», в котором рассказывалось бы об участии российских военнослужащих из числа уроженцев Башкортостана, задействованных в российской агрессии против Украины.

## Структура
В МСОО работает Исполнительный комитет ВКБ и 9 комиссий: по проблемам демографического развития башкирского народа; по экономике, предпринимательству и земельной политике; по национальному образованию и науке; по работе с соотечественниками; по работе с органами государственной власти и институтами гражданского общества; по информационной политике; по молодёжной и кадровой политике; по вопросам истории, языка и духовной культуры; по вопросам материнства, семьи, отцовства и детства; по экологии и здравоохранению. В курултае также работает Общественный фонд развития башкирского народа.
Основными направлениями деятельности ВКБ является защита политических, социально-экономических, культурных и др. прав и свобод башкирского народа в Башкортостане и вне пределов республики; реализация конституционных прав башкирского народа по государственному самоопределению; распространение объективной информации по истории и современной жизни башкирского народа; защита, изучение и пропаганда национальной культуры башкир и других народов РБ; помощь научно-популярным, литературно-художественным и публицистико-политическим журналам, освещающие историю и культуру башкир и других народов РБ; поддержка работы ДУМ РБ и др.
Курултаи, башкирские общественные организации в субъектах Российской Федерации: (в Челябинской, Оренбургской, Свердловской, Самарской, Саратовской, Курганской, Кемеровской, Иркутской, Магаданской, Мурманской, Новосибирской, Омской, Тверской, Томской областях, Пермском, Алтайском, Забайкальском, Краснодарском, Красноярском, Приморском краях, Ханты-Мансийском, Ямало-Ненецком автономных округах, в республиках: Татарстане, Удмуртии, Коми, Марий Эл, Северная Осетия-Алания, Якутии, в городах федерального значения Москве и Санкт-Петербурге. А также в странах мира: в Австралии, Венгрии, Италии, Германии, Швейцарии, Израиле, Белоруссии, Украине, Казахстане, Киргизии, Узбекистане, Латвии, Эстонии.

## Председатели Исполкома ВКБ
- Мажитов Нияз Абдулхакович (1995—2002)
- Сулейманов Ахмет Мухаметвалеевич (2002—2006)
- Азнабаев Румиль Талгатович (2006—2009)
- Галин Азамат Закиевич (2009—2010)
- Султанмуратов Ильгиз Замфирович (2010—2011)
- Юсупов Марсель Харисович (2011—2012)
- Азнабаев Румиль Талгатович (2012—2015)
- Ишемгулов Амир Минниахметович (2015—2018)[8]
- Гайнуллин Дамир Ахмадеевич (2018—28.06.2019)
- Юлдашев Искандер Хисматуллаевич (с 29.06.2019—4.03.2020)
- Якупов Галим Минигалеевич (с 4.03.2020)[9].

В 2019 году избран Президиум исполкома Всемирного курултая башкир. Председатель Президиума ВКБ — Аиткулова Эльвира Ринатовна.